# Perez Hilton
Mario Armando Lavandeira mladší (* 23. března 1978, Miami, Florida, Spojené státy americké), známější pod pseudonymem Perez Hilton je americký bulvární novinář, blogger, moderátor a televizní osobnost. Jeho blog, Perezhilton.com (dříve PageSixSixSix.com), je známý ohledně článků týkajících se bulvárních článků a drbů ohledně celebrit. Je také známý pro zveřejňování bulvárních fotografií, ke kterým přidává své vlastní popisky nebo "čmáranice". Jeho blog si získal negativní pozornost za jeho postoje, ale stal se tím velmi známým.

## Životopis
Narodil se v Miami na Floridě. Jeho rodiče pocházejí z Kuby. V roce 1996 absolvoval na Miami's Belen Jesuit Preparatory School a získal bakalářský titul na newyorské univerzitě. V roce 2002 se přestěhoval do Los Angeles v Kalifornii, kde od té doby žije.

## Filmografie

### Film
| Rok  | Název                             | Role     |
| ---- | --------------------------------- | -------- |
| 2008 | Another Gay Movie 2: divoká jízda | Sám sebe |
| 2011 | Jak na věc v LA                   | Ricky    |

### Televize
| Rok             | Název                                      | Role                  | Poznámky                                                       |
| --------------- | ------------------------------------------ | --------------------- | -------------------------------------------------------------- |
| 2001            | Rodina Sopánů                              | Student               | Uveden jako Mario Lavandeira (Epizoda 3.3).                    |
| 2004            | From Flab to Fab                           | Sám sebe (jako Mario) | reality show o zhubnutí váhy                                   |
| 2006            | Pepper Dennis                              | Gay Club Goer         | Uveden jako Perez Hilton (Epizoda 1.9).                        |
| 2007–současnost | MuchOnDemand                               | Sám sebe              | příležitostný host                                             |
| 2007            | Celebrity Rap Superstar                    | Sám sebe              | vyřazen v 6. týdnu                                             |
| 2007–2008       | What Perez Sez                             | Sám sebe              |                                                                |
| 2007            | MADtv                                      | Sám sebe              | objevil se jako host                                           |
| 2007            | The 100 Most Annoying People Of 2007       | Sám sebe              | BBC.                                                           |
| 2007–2008       | TRL                                        | Sám sebe              | objevoval se každý týden, aby mluvil o drbech                  |
| 2008            | Queen Bees                                 | Sám sebe              | Zpovídal queen bees.                                           |
| 2008            | Paris Hilton: Moje nová nejlepší kamarádka | Sám sebe              | castingový speciál                                             |
| 2008            | Fido Awards                                | Sám sebe              |                                                                |
| 2008            | Extra                                      | Sám sebe              | Objevoval se každý týden, aby mluvil o drbech                  |
| 2008            | The Martha Stewart Show                    | Sám sebe              | Hostující účinkování, kde diskutoval o blogování               |
| 2008            | Smetánka                                   | Sám sebe              |                                                                |
| 2009            | Moje super úžasné šestnáctiny              | Sám sebe              | Britská verze, 2. série                                        |
| 2009            | Bad Girls Club (3. série)                  | Sám sebe              | účinkoval ve 3. sérii                                          |
| 2009            | Degrassi: The Next Generation              | Sám sebe              | Hostující účinkování (Epizody 818-822, nazvané Paradise City). |
| 2010            | The Bad Girls Club (4. série)              | Sám sebe              | Moderátor setkání                                              |
| 2010            | Když mě bylo 17                            | Sám sebe              |                                                                |
| 2010            | Anna & Kristina's Beauty Call              | Sám sebe              | Hostující porotce pro 26. epizodu: "Debbie: Stylish Traveler"  |
| 2010            | America's Next Top Model                   | Sám sebe              | Host v 1402. epizodě                                           |
| 2010            | Tosh.0                                     | Sám sebe              | Hostující účinkování v 38. epizodě                             |
| 2010            | V jako Victorie                            | Sám sebe              | Hostující účinkování v epizodě Wi-Fi in the Sky                |
| 2011            | Perez Hilton Superfan                      | Sám sebe              | Moderátor                                                      |
| 2012            | Glee                                       | Sám sebe              | Objevil se jako speciální host v epizodě Finále                |